# Aiden
Gli Aiden sono una band statunitense post-hardcore di Seattle, Washington, formatasi nel 2003.

## Storia
Gli Aiden si formarono mentre i membri andavano ancora alle scuole superiori e si chiamarono con il nome del ragazzino del film The Ring, Aiden. Gli attuali membri sono Wil Francis (voce), Jake Wambold (chitarra), Jake Davison (batteria), Nick Wiggins (basso), e Angel Ibarra (chitarra). Wil originariamente suonava il basso ma è passato alla voce dopo che il precedente cantante ha lasciato la band.
Il loro primo album, intitolato Our Gang's Dark Oath, è stato pubblicato con la  Dead Teenager Records, registrato mentre anche Davision e Angel andavano ancora alle scuole superiori. La band si è subito messa in mostra grazie al sound a metà tra screamo e post hardcore che gli ha valso l'attenzione della Victory Records, per poi firmare nel 2004 con la Victory Records.
Il loro secondo album e debutto per la Victory Records dal titolo Nightmare Anatomy è stato pubblicato il 4 ottobre del 2005.
Nel 2006 fanno da supporter ai Thirty Seconds to Mars per il loro Forever Night, Never Day. Il 31 ottobre del 2006 gli Aiden hanno pubblicato un EP/DVD dal titolo "Rain in Hell". Il CD non ha ottenuto un grande successo, ma la traccia acustica Silent Eyes e la eterea traccia d'apertura A Candlelight Intro hanno portato un ampliamento allo stile degli Aiden. Il DVD include tre video musicali e una performance live del Never Sleep Again Tour a Chicago. Durante l'ottobre e novembre del 2006, hanno suonato nel Never Sleep Again Tour con i Silverstein e It Dies Today. Durante questo tour hanno suonato una reinterpretazione di un classico di Billy Idol White Wedding, mostrando come la loro musica abbia radici profonde nelle sonorità e nello stile degli anni 80.
Nel 2006 hanno contribuito al remix di The Last Sunrise per la colonna sonora del film Underworld: Evolution e la loro canzone Die Romantic è presente nel gioco della EA Sports NCAA MVP Baseball 2006. Gli Aiden inoltre erano presenti negli Awards di Kerrang del 2006 in agosto, e hanno portato a casa il premio come "Best International Newcomer" e hanno preso parte al  Kerrang XXV tour nel gennaio del 2006. In maggio e giugno dello stesso anno hanno sono andati in tour con gli HIM. Hanno anche suonato al 2006 Warped Tour quell'estate. Gli Aiden hanno contribuito con una reinterpretazione dei Nirvana Drain You per il Higher Voltage un CD gratis incluso nella rivista Kerrang!, che includeva The Answer, Fightstar e Soulfly.
Nell'aprile del 2007, gli Aiden hanno suonato in Inghilterra come gruppo spalla dei Lostprophets insieme anche ai Taking Back Sunday. Hanno suonato inoltre nel 2007 Taste Of Chaos North American Tour insieme a band come Thirty Seconds to Mars, The Used, Senses Fail, Saosin, Chiodos, ed Evaline. Recentemente hanno suonato un in un tour lungo la costa Ovest, seguito da un tour nazionale con i Drop Dead, Gorgeous, Still Remains, e 1997.
Il terzo album della band intitolato Conviction è stato pubblicato il 21 agosto del 2007. Questo album determina un cambiamento radicale nel loro stile musicale che è maggiormente influenzato dal rock più tradizionale e alternativo.

## Formazione

### Formazione attuale
- Wil Francis - voce
- Angel Ibarra - chitarra
- Nick Wiggins - basso
- Jake Davison - batteria

### Ex componenti
- Jake Wambold - chitarra

## Discografia

### Album in studio
- 2004 - Our Gang's Dark Oath
- 2005 - Nightmare Anatomy
- 2007 - Conviction
- 2009 - Knives
- 2010 - From Hell... With Love
- 2011 - Disguises

### EP
- 2006 - Rain in Hell (EP pubblicato in occasione di Halloween)

### Split
- 2004 - A Split of Nightmares (con gli Stalins War)

### Singoli
- 2004 - I Set My Friends on Fire (da Our Gang's Dark Oath)
- 2004 - Fifteen (da Our Gang's Dark Oath)
- 2005 - Knife Blood Nightmare (da Nightmare Anatomy)
- 2005 - The Last Sunrise (da Nightmare Anatomy)
- 2005 - Die Romantic (da Nightmare Anatomy)
- 2007 - We Sleep Forever (da Rain in Hell